# Anna Magdalena Godiche
Anna Magdalena Godiche (født Høpfner) (død februar 1780) var en dansk bogtrykker og forlægger.
Anna Magdalena var datter af rådmand Høpfner i Haderslev, men var sandsynligvis også i familie med bogtrykkeren Johan Jørgen Høpfner i København. Hun blev gift med den 22-årige bogtrykker Andreas Hartvig Godiche i december 1736. Ved ægtemandens død i 1769 overtog hun foretagendet som var landets største forlæggervirksomhed på dette tidspunkt.
Hun viste sig snart at være endda mere initiativrig end sin afdøde mand. Hun skaffede i 1772 privilegium på at trykke dommene over Johann Friedrich Struensee og Enevold Brandt. Hun specialiserede forlaget i udgivelsen af historiske værker såsom Andreas Bussæus' udgave af Frederik 4.s Dagsregistre (1770), Niels Krags Christian IIIs Historie (1776-79 og Tycho de Hofmans Historiske Efterretninger om velfortiente danske Adelsmænd (177-79). Som trykker arbejdede sønnen Frederik Christian Godiche, men han var tilsyneladende ikke særlig stabil og i oktober 1779 erklærede Anna Magdalena sønnen for umyndig.
I oktober 1771 flyttede forlaget og trykkeriet fra lokalerne i Skindergade til Gammeltorv. Her forblev forretningen til hendes død i 1780. Anna Magdalenas datter Elisabeth Christine Godiche (bestyrer af det Berlingske Forlag efter at hendes mand Johan Christian Berling døde 1778) stod for afviklingen og salget af boet, hvor blandt andet Frederik Wilhelm Thiele har købt udstyr til sit nysanlagte trykkeri.
Historikeren Bertel Christian Sandvig arbejdede i denne sidste periode for forretningen som korrektør, oversætter og udgiver.